# Kantongerecht Sittard

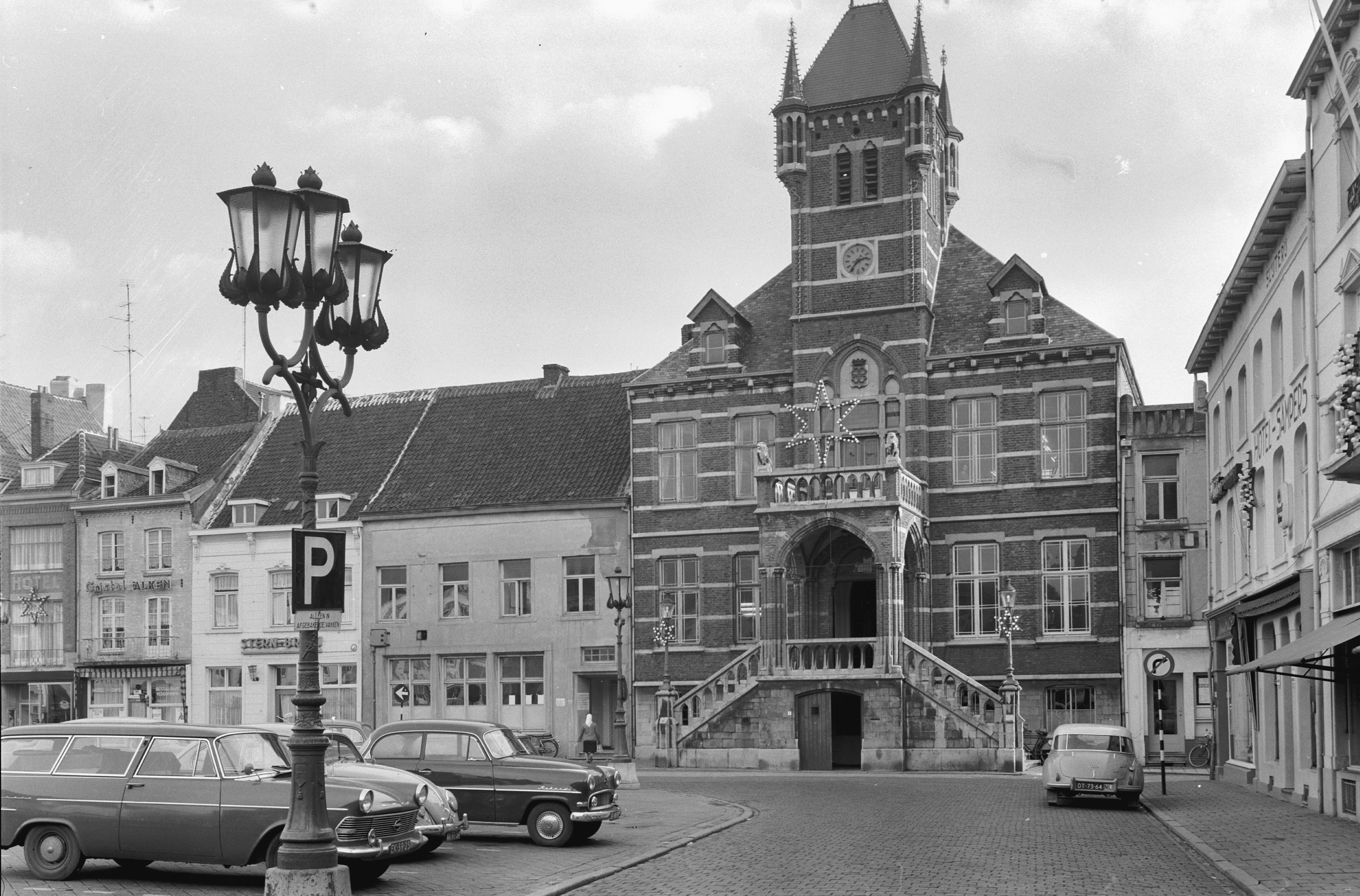
Het inmiddels gesloopte Stadhuis bood ook plaats aan het kantongerecht

Het kantongerecht Sittard was van 1842 tot 2002 een kantongerecht in Nederland. Bij de oprichting was Sittard het vierde kanton van het arrondissement Maastricht. Na de afschaffing van het kantongerecht als zelfstandig gerecht bleef Sittard zittingsplaats voor de sector kanton van de rechtbank. Het gerecht werd na de fusie van de gemeenten Sittard en Geleen ook aangeduid als kantongerecht Sittard-Geleen. Met ingang van 1 april 2013 is Sittard opgeheven als zittingsplaats.
Het gerecht was gevestigd in het Stadhuis aan de Markt. Na de sloop hiervan in 1966 verhuisde het naar de locatie aan de Parklaan.